# Museo di arte, architettura e tecnologia
Il Museo di Arte, Architettura e Tecnologia (in portoghese Museu de Arte, Arquitetura e Tecnologia) è un museo che si trova Lisbona in Portogallo.
Il MAAT è un museo che si concentra su tre aree: arte, architettura e tecnologia ed è ospitato in un edificio sulle rive del fiume Tago nella freguesia di Belém, a poca distanza dalla Central Tejo, uno degli esempi nazionali di architettura industriale della prima metà del XX secolo, nonché uno dei poli museali più visitati del Paese.
Il museo è stato progettato dall'architetta britannica Amanda Levete su commissione di Energias de Portugal, uno dei più importanti gruppi industriali portoghesi ed è costato circa 20 milioni di euro.